# 安乐镇 (宁化县)
安乐镇是中华人民共和国福建省三明市宁化县下辖的一个镇。

## 行政区划
安乐镇下辖以下村级行政区划单位：
安乐社区、刘坊村、夏坊村、马家围村、安乐村、谢坊村、洋坊村、三大村、黄庄村、丁坑口村、罗坊村和赖畲村。